# Brachylomia populi
Brachylomia populi là một loài bướm đêm trong họ Noctuidae.